# Wolf-Dieter Mohrmann
Wolf-Dieter Mohrmann (* 28. Januar 1942 in Ammendorf bei Halle/Saale; † 25. März 1991 in Osnabrück) war ein deutscher Historiker und Archivdirektor.

## Leben
Seit 1945 aufgewachsen in Groß Ilsede bei Peine besuchte Mohrmann bis 1961 das Ratsgymnasium Peine. Nach dem Wehrdienst studierte er ab 1963 an den Universitäten Münster, Freiburg im Breisgau, Kiel und Regensburg Medizin, Publizistik, insbesondere aber Anglistik und Geschichte. Im letzteren Fach wurde er an der Universität Regensburg bei Heinz Angermeier 1972 promoviert. Nach dem Staatsexamen entschied er sich für den Archivdienst. Zunächst im Staatsarchiv Wolfenbüttel tätig wurde er 1978 als stellvertretender Leiter an das Staatsarchiv Osnabrück versetzt. Dort wurde er 1989 als Nachfolger von Horst-Rüdiger Jarck zum Leiter des Archivs ernannt.
Ausgehend von der Verfassungsgeschichte (Der Landfriede im Ostseeraum) galten Mohrmanns Forschungen dem sächsischen Kurstreit im 15. Jahrhundert und seit 1976 der Geschichte Braunschweigs und Wolfenbüttels. Ab 1985 beschäftigte er sich vornehmlich mit der Geschichte der Osnabrücker Landes und des Emslandes. So leitete er seit 1989 den Arbeitskreis zur Erforschung der neueren Geschichte des Emslandes und der ehemaligen Grafschaft Bentheim.

## Schriften (Auswahl)
- Der Landfriede im Ostseeraum während des späten Mittelalters (= Regensburger historische Forschungen, Bd. 2). Kallmünz 1972.
- Lauenburg oder Wittenberg? Zum Problem des sächsischen Kurstreites bis zur Mitte des 14. Jahrhunderts (= Veröffentlichungen des Instituts für Historische Landesforschung der Universität Göttingen, Bd. 8), Hildesheim 1975.
- Hrsg.: Heinrich der Löwe. Göttingen 1980.
- Hrsg.: Geschichte der Stadt Papenburg. Papenburg 1986.
- mit Winfried Pabst: Einführung in die politische Geschichte des Osnabrücker Landes. Darstellung und Quellen. Osnabrück 1992.

Beiträge
- Wolf-Dieter Mohrmann: Magnus I.. In: Neue Deutsche Biographie (NDB). Band 15, Duncker & Humblot, Berlin 1987, ISBN 3-428-00196-6, S. 667 f. (Digitalisat).
- Vom Elend des Ratssilbers. Kunst und Kommerz um den Osnabrücker Kaiserpokal. In: Osnabrücker Mitteilungen, Bd. 91 (1986), S. 193–235.
- Die Archiv-Ordnungs- und Beratungsstelle der Städtevereinigung des Regierungsbezirkes Osnabrück 1922/1923. In: Osnabrücker Mitteilungen, Bd. 87 (1981), S. 87–114.
- Der Haselünner Bürgermeister Alexander Niehaus (1754–1836). Aufklärerisches Reformdenken im arenbergischen Emsland. In: Emsland/Bentheim. Beiträge zur Geschichte, Bd. 8 (1992).
- Die Grafschaft Lingen in der Politik Kaiser Karl V. In: Ludwig Remling (Hrsg.): Im Bannkreis habsburgischer Politik. Stadt und Herrschaft Lingen im 15. und 16. Jahrhundert (= Quellen und Forschungen zur Lingener Geschichte, Bd. 1). Verlag für Regionalgeschichte, Bielefeld 1997, S. 51–79.